# Prix Alfred Lefevre
Prix Alfred Lefevre är ett montélopp för fem-tioåriga hingstar, valacker och ston som äger rum i september på Hippodrome de Vincennes i Paris i Frankrike. Det är ett Grupp 3-lopp, man måste minst ha sprungit in 54 000 euro för att få starta.
Loppet rids över 2850 meter på stora banan på Vincennes, med voltstart. Den samlade prissumman är 90 000 euro, och 40 500 euro i första pris.

## Vinnare
| År   | Häst               | Efter             | Kusk                     | Tränare                 | Tid    |
| ---- | ------------------ | ----------------- | ------------------------ | ----------------------- | ------ |
| 2024 | Éxtreme Desbois    | Tornado Bello     | Clément Frecelle         | Benjamin Goetz          | 1'13"2 |
| 2023 | Granit Meslois     | Shadow d'Odyssee  | Victor Saussaye          | Pierre Belloche         | 1'12"3 |
| 2022 | Fantaisie          | Un Mec d'Héripré  | Francois Lagadeuc        | Nicolas Bridault        | 1'13"1 |
| 2021 | Diamant de Tréabat | Kuadro Wild       | Clément Frecelle         | Pascal Monthule         | 1'13"8 |
| 2020 | Chalimar de Guez   | Nahar de Beval    | Jean Yann Ricart         | Jean-Michel Bazire      | 1'13"0 |
| 2019 | Carly              | Rolling d'Héripré | Maxime Tijou             | Thierry Duvaldestin     | 1'13"8 |
| 2018 | Clegs des Champs   | Legs du Clos      | David Thomain            | Thierry Raffegeau       | 1'13"0 |
| 2017 | Traders            | Ready Cash        | Yoann Lebourgeois        | Philippe Allaire        | 1'12"9 |
| 2016 | Ulka des Champs    | Offshore Dream    | Éric Raffin              | Gilles Curens           | 1'13"6 |
| 2015 | Volcan d'Occagnes  | Quido du Goutier  | Matthieu Abrivard        | David Desclos           | 1'13"8 |
| 2014 | Uppercut de Manche | Neutron du Cebe   | Damien Bonne             | Thierry Raffegeau       | 1'13"8 |
| 2013 | Quarnac de L'Iton  | Ideal de L'Iton   | Simon Laloum             | Hughes Levesque         | 1'13"7 |
| 2012 | Quarlos            | L'As de Viretaute | Mathieu Mottier          | Michel Dabouis          | 1'14"5 |
| 2011 | Sud                | Kerido du Donjon  | Antoine Wiels            | Jean Luc Janvier        | 1'13"7 |
| 2010 | Risque Tout        | Giant Cat         | Julien Raffestin         | Gerard Paille           | 1'14"4 |
| 2009 | Magic des Jacquets | Dream With Me     | Pierre Yves Verva        | Carry Chaineux          | 1'14"7 |
| 2008 | Padre d'Ostal      | Quadrophenio      | Maxime Bezier            | Pascal Andre Geslin     | 1'14"8 |
| 2007 | Negre du Digeon    | Urfist des Pres   | Matthieu Abrivard        | Loic Desire Abrivard    | 1'15"3 |
| 2006 | Lys de Vrie        | Sebrazac          | Louis Baudron            | Roger Baudron           | 1'15"1 |
| 2005 | Ico Kiki           | Urfist des Pres   | Louis Baudron            | Stephane Guelpa         | 1'13"8 |
| 2004 | King Prestige      | Big Prestige      | Sebastien Ernault        | Pierre Levesque         | 1'16"2 |
| 2003 | Criks Hurricane    | Buck Newton       | Jean-Michel Bazire       | Nicolas Roussel         | 1'16"2 |
| 2002 | Iboraqui           | Quiton du Coral   | James Lebouteiller       | Christian Bigeon        | 1'15"9 |
| 2001 | Holdy du Bel Hoste | Arisso d'Aunou    | Frederic Prat            | Frederic Prat           | 1'17"2 |
| 2000 | Faon de Couronne   | Sancho Panca      | Jean Loic Claude Dersoir | Joël Hallais            | 1'18"2 |
| 1999 | Etoile des Blaves  | Traveller         | Jean-Michel Bazire       | Jean-Michel Bazire      | 1'15"4 |
| 1998 | Extra de la Loge   | Quidam Castelets  | Laurent-Claude Abrivard  | Laurent-Claude Abrivard | 1'16"0 |
| 1997 | Anisette du Pont   | Milliard          | Laurent-Claude Abrivard  | Etienne Roelens         | 1'18"1 |
| 1996 | Dream With Me      | Tarass Boulba     | Francois Roussel         | Alain Roussel           | 1'18"1 |
| 1995 | Epalio             | Mathusalem        | Philippe Masschaele      | Alphonse Vanberghen     | 1'17"6 |